# 福岡県内の通り
福岡県内の通り（ふくおかけんないのとおり）は、福岡県内にある通りを一覧にしたものである。

## 福岡市
福岡市内の通り（福岡市道路愛称）を参照。

## 北九州市
北九州市内の通りを参照。

## 久留米市
- 明治通り
- 石橋文化センター通り
- 水天宮通り
- 昭和通り
- 久留米医大通り
- 小頭通り
- 一丁田通り
- 久留米商業高校通り
- 広又通り
- ブリヂストン通り
- けやき通り
- 通町通り
- 三本松通り
- 中央公園通り
- 市場通り
- 筑後街道
- 久留米東バイパス
- 櫛原バイパス
- 津福バイパス
- 上津バイパス
- 浮羽バイパス

## 宗像市
- くりえいと通り（大谷通りを改称）
- 葉山通り
- 城西けやき通り
- 日の里大通り
- 日の里北口通り

## 中間市
- ふれあい通り
- もやい通り